# Убийство Хелле Крафтс
Убийство Хелле Крафтс (англ. The Murder of Helle Crafts), стюардессы датского происхождения, произошло 19 ноября 1986 года и стало известно как «убийство измельчителем» (англ. Woodchipper Murder) в связи со способом, который выбрал убийца, муж Хелле — Ричард Крафтс, в попытке избавиться от тела. Убийство Хелле Крафтс стало первым делом об убийстве в истории штата Коннектикут, обвинительный приговор по которому был вынесен несмотря на то, что тело жертвы так и не было найдено.

## Исчезновение Хелле Крафтс
Хелле Крафтс знала о постоянных любовных похождениях своего мужа и объявила ему о намерении начать бракоразводный процесс. Поскольку у пары было трое детей, развод грозил поставить под угрозу финансовое положение Крафтса и комфортный образ жизни, к которому он привык (на тот момент Крафтс зарабатывал 120 тысяч долларов в год, работая командиром воздушного судна). 19 ноября 1986 года подруга Хелле привезла её домой, после чего Крафтс никто более не видел. На протяжении следующих нескольких недель друзья Хелле пытались с ней связаться, но Ричард Крафтс говорил, что её нет. На вопрос о местонахождении Хелле, Крафтс давал нестыкующиеся ответы: одним он говорил, что Хелле уехала в Данию навестить свою мать. Другим — что не знает, где Хелле или что она уехала на Канарские острова с подругой. Зная агрессивный характер Ричарда, друзья Хелле заподозрили неладное, тем более, что незадолго до этого Хелле говорила им: «Если со мной что-то случится, не думайте, что это был несчастный случай».

## Расследование и суд
К 25 декабря полиция получила ордер на обыск дома семьи Крафтс. В ходе обыска следователи обнаружили удаленные из спальни куски ковролина. По словам няни, работавшей у Крафтс, на ковре было темное пятно размером с грейпфрут, но потом почему-то его не стало. На боковой стороне кровати был найден след крови. Изучение записей кредитной карты Ричарда Крафтса показало, что примерно в тот период, когда исчезла его жена, Крафтс делал необычные для себя покупки: он купил морозильную камеру, которой в доме не было; новую простыню, одеяло, а также заплатил 900 долларов за аренду измельчителя. Позднее частный детектив, которого в своё время наняла Хелле Крафтс, нашёл среди финансовых документов Ричарда, которые ему передала Хелле, квитанцию о покупке бензопилы. Крафтс, в свою очередь, утверждал, что необычные покупки были вызваны требованием его жены сделать ремонт в доме и привести в порядок сад в связи с грядущим разводом. Защищая себя, Крафтс даже успешно прошёл тест на детекторе лжи.
Водитель снегоуборочной машины, который лично знал Ричарда Крафтса, свидетельствовал о том, что поздним вечером 20 ноября, во время снежной бури, он видел Крафтса с измельчителем на мосту через реку Хусатоник неподалеку от озера Зор (англ. Lake Zoar). На протяжении нескольких дней полиция обыскивала оба берега реки, тогда как аквалангисты осуществили спуск на дно реки и нашли бензопилу со сточенным при помощи напильника серийным номером. В результате поисков на берегах было найдено большое количество кусочков металла, человеческие останки общим весом меньше трех унций (84 г.), зуб со следами уникальной стоматологической работы; ноготь пальца ноги, покрытый розовым лаком; 2 660 крашенных в белый цвет волос, кусочки костей, и остатки крови той же группы, что была и у Хелле Крафтс. На основе находок полиция пришла к выводу, что тело было пропущено через измельчитель. На цепи бензопилы судмедэксперты обнаружили остатки крови и волос, ДНК которых совпали с ДНК Хелле Крафтс, хотя существовавшая в то время технология анализа ДНК не позволяла объявить результаты анализов неопровержимыми. Также в лабораторных условиях был восстановлен сточенный номер бензопилы (Е5921616), благодаря чему удалось отследить путь инструмента от завода до магазина. Покупателем пилы с этим серийным номером был Ричард Крафтс.
Реконструированный следователями ход преступления выглядел следующим образом: находясь в спальне своего дома, Ричард Крафтс нанес своей жене не менее двух ударов тупым, тяжелым предметом по голове, в результате чего ковролин и кровать были забрызганы кровью. После этого Крафтс унес тело вниз, где положил его в морозильную камеру. Через какое-то время, Крафтс достал тело, отвез его к реке, где разрезал на части при помощи бензопилы и пропустил через измельчитель. Большая часть останков попала в воду.
Однако в той ситуации Крафтс не мог быть арестован, так как идентифицированное тело Хелле не было найдено, а, соответственно, власти не могли выдать свидетельство о её смерти. После того как судмедэксперт подтвердил, что найденный на берегу зуб действительно принадлежал Хелле, свидетельство о её смерти было получено. В январе 1987 года Ричард Крафтс был арестован.
Из-за публичного освещения дела суд был перенесен в Нью-Лондон, Коннектикут. В мае 1988 года начались слушания по делу. Прокуратура в обвинениях полагалась на доказательства, представленные судмедэкспертами. 15 июля 1988 года жюри присяжных не смогло прийти к консенсусу, так как один из присяжных отказался выносить обвинительный приговор, и судья объявил об аннулировании судебного процесса. Согласно законам США, Крафтс был судим повторно, но уже в Норуолке. 21 ноября 1989 года Крафтс был признан виновным в убийстве первой степени и приговорён к 50 годам заключения в тюрьме штата. По состоянию на 2009 год, Крафтс отбывал наказание в исправительном учреждением имени Макдугалла-Уокера — самой большой тюрьме Новой Англии. В январе 2020 года Ричарда Крафтса досрочно освободили из-под стражи за хорошее поведение и перевели в реабилитационный центр.

## Похожие дела
26 марта 1987 года, через 3 месяца после убийства Хелле Крафтс в Ньютауне исчезла Регина Браун. Регина так же, как и Хелле, работала стюардессой, у обеих было трое детей, обе были замужем за пилотами. Полиция подозревала мужа Регины в убийстве. Но тело Регины не было найдено и дело осталось нераскрытым.
Осуждением закончились дела пластического хирурга Роберта Биренбаума и адвоката Перри Марча, чьи жены также не были найдены.

## В популярной культуре
- Попытка избавиться от тела убитой жертвы при помощи измельчителя показана в оскароносном фильме братьев Коэнов «Фарго». Однако сами Коэны не подтверждали, что их фильм основан именно на убийстве Крафтс[13], хотя говорили, что прочитали в 1987 году заметку в газете о том, что в штате Коннектикут мужчина засунул собственную жену в дробилку для древесных отходов[14].
- Пилотный эпизод сериала «Дела судмедэкспертов» (1996) рассказывает о расследовании[15].
- В 1998 году дело об убийстве Хелле Крафтс освещалось в сериале «Криминальные истории»[16].
- В июле 2012 в сериале «Кровь, ложь и алиби» в эпизоде «Убийца измельчителем» подробно анализируется работа судмедэкспертов по делу об убийстве Хелле Крафтс[17].